# Isla Liebres
La isla Liebres es una isla del Departamento Deseado ubicada en la costa centro-norte de la Provincia de Santa Cruz (Patagonia Argentina). Su ubicación geográfica es a 38 kilómetros al sur de la ciudad de Puerto Deseado, y a aproximadamente 150 metros de la costa continental. Se encuentra en el extremo sur de la bahía de los Nodales, frente a la punta Medanosa, a 2 kilómetros al sur de la isla Schwarz y a 1 kilómetro al norte de la isla Shag.
Las dimensiones aproximadas de la isla son: 1000 metros de largo máximo en sentido Noroeste-sudeste por 300 metros de ancho máximo. La forma de la isla es rectangular larga, formándose un puente de tierra con la marea baja, por lo que también puede ser considerada como una península. Se trata de una isla rocosa que presenta restingas en sus costas y una cubierta sedimentaria de origen eólico. Presenta algunos arbustos de molle (Schinus polygamus), así como plantas herbáceas.
En esta isla existe una colonia de nidificación de pingüinos de Magallanes (Spheniscus magellanicus). También hay colonias de gaviota austral (Larus scoresbii) y gaviota cocinera (Larus dominicanus) entre otras muchas.